# Tinte
Tinte est un village situé dans la commune néerlandaise de Westvoorne, dans la province de la Hollande-Méridionale. Le 1er janvier 2005, le village comptait environ 537 habitants. Tinte est situé sur l'île de Voorne-Putten.